# Йёргенсен, Лине
Лине Йёргенсен (дат. Line Ryborg Jørgensen; род. 31 декабря 1989 года) — датская гандболистка, правая полусредняя сборной Дании и ГК «Эсбьерг». Пятикратная чемпионка Дании, трёхкратная чемпионка Румынии, двукратная обладательница Кубка Дании, победительница Лиги чемпионов 2016 года, победительница Кубка EHF 2015 года. Бронзовый призёр чемпионата мира 2013 года. Участница летних Олимпийских игр 2012 года в Лондоне.

## Биография
Лине Майерс Йёргенсен начала играть в гандбол когда ей исполнилось три с половиной года.
С 2010 года она была зиграна за датский гандбольный клуб «Мидтьюлланн». Становилась чемпионом Дании в 2011, 2013 и 2015 годах, в этом клубе победила в Кубке ЕГФ 2011 года, а также дважды становилась обладателем Кубке Дании 2012 и 2014 годов и Кубка обладателей кубков 2015 года.
С лета 2015 года она стала игроком румынского клуба первого дивизиона «CSM București». В составе этой команды она выиграла национальный чемпионат в 2016, 2017 и 2018 годах, становилась обладательницей Кубка Румынии в 2016, 2017 и 2018 годах, а также одержала победу в Лиге чемпионов ЕГФ в 2016 году.
Летом 2018 года Лине возвратилась в Дании в команду из Эсбьерга. Уже с Эсбьергом она выиграла чемпионат Дании в 2019 и 2020 годах.
Из-за беременности летом 2020 года она взяла перерыв. В марте 2021 года она вернулась в команду Эсбьерга.
Братья и сестры Лине также играют в гандбол. Два её сводных брата Ян и Кенн вызывались в национальную сборную.

## Карьера в сборной
В составе сборной Дании Лине становилась бронзовым призером чемпионата мира 2013 года в Сербии, забила 20 голов в девяти матчах.
Она принимала участие в играх своей сборной на чемпионатах мира 2009, 2011 и 2013 годов. На чемпионате мира 2011 года она была названа лучшим правым защитником турнира.
Летом 2012 года она была приглашена в сборную для участия в летних Олимпийских играх в Лондоне. Датчанки на том турнире не смогли выйти из группы.